# 邹跃飞
邹跃飞（1963年5月—），男，浙江温州人，中国民主促进会会员，中华人民共和国指挥家，现任温州大学音乐学院院长。

## 生平
先后就读于安徽师范大学艺术系，杭州师范学院（现杭州师范大学）音乐系，进修于上海音乐学院作曲指挥系
。毕业后任职于温州第二中学，后又相继在温州幼儿师范学校、温州师范学院、温州大学任教。2013年当选为温州市文联副主席，2015年分别当选为浙江省音乐家协会副主席，温州市文联主席，浙江省文联副主席。2019年9月，任温州大学音乐学院院长。

## 社会兼职
中国音乐家协会会员，中国合唱协会常务理事，浙江省音乐家协会副主席，浙江省合唱协会副理事长，温州市音乐家协会主席，温州市合唱团、温州爱乐乐团、温州大学交响乐团艺术总监兼常任指挥；民进温州市委会副主委，温州市文史馆馆员。

## 奖励与荣誉
指挥的合唱团曾荣获第六届中国音乐金钟奖银奖，第七届中国音乐金钟奖金奖，第十三届全国青年歌手电视大奖赛合唱优秀奖，第九届中国艺术节合唱群星奖，第八届中国合唱节金奖，第二届全国大学生艺术展演合唱比赛一等奖等奖项。先后荣获“全国优秀指挥”、“全国群文之星”、“全国五一劳动奖章”、浙江省宣传文化系统“五个一批”人才、“浙江省劳动模范”等称号。是享受国务院政府特殊津贴专家。